# لمع (طب)
اللَّمَع (اختصارًا PBT) هو اضطراب وراثي سائد نادر في تطور الخلايا الميلانينية. :867تشمل الخصائص الشائعة مقدمة شعر الرأس الأبيض الخِلقيّة وبقع طبيعية متناثرة ونقص التصبغ، ولطخة مثلثة الشكل بدون تصبغ على الجبهة، ومع ذلك فهناك تباين كبير في درجة ونمط تجلِّي المرض حتى بالعائلات المصابة، في بعض الحالات تحدث الإصابة باللَّمَع مع مشاكل شديدة بالنمو كما هو الحال في متلازمة واردينبيرغ ومرض هيرشسبرونج.
تم توثيق حدوثه في جميع الأجناس، فاللَّمَع يحدث في كل أنواع الثدييات تقريبًا، إلا أنه شائع جدًا في الفئران والأرانب والكلاب والأغنام والغزلان والماشية والخيول -حيث أدى الانتقاء المنبتي إلى زيادة حدوث الطفرة- ولكنه يحدث بين الشمبانزي والرئيسيات الأخرى بشكل نادر كما في البشر. لا علاقة لـ اللَّمَع مطلقًا بحالات مثل البهاق أو شلل الأطفال.
على الرغم من أن مرض اللَّمَع قد يبدو بصريًا على أنه مهق جزئي إلا أنه حالة مختلفة تمامًا. لا تظهر مشاكل الرؤية المرتبطة بالمهق عادة لأن تصبغ العين طبيعي. يختلف اللَّمَع عن المهق في أن الخلايا المصابة تحافظ على القدرة على إنتاج الصباغ ولكن يتم إيقاف هذه الوظيفة المحددة. في المهق تفتقر الخلايا إلى القدرة على إنتاج الصباغ تمامًا. لوحظ أن التهاب البلعوم عند الإنسان مرتبط بنطاق واسع جدًا ودرجات متفاوتة من اضطرابات الغدد الصماء، ويوجد أحيانًا مع تباين لون القزحية أو الصمم الخلقي أو تطور الجهاز الهضمي غير المكتمل، وربما يكون كل ذلك مع السبب الشائع للقطع المبكر لهرمون نمو الجنين البشري أثناء الحمل. اللَّمَع هو نوع من اعتلال الأعصاب، والذي يتضمن عيوبًا في سلالات خلايا العرف العصبي المختلفة كالخلايا الميلانينية، ولكنها تشمل أيضًا العديد من الأنسجة الأخرى المشتقة من القمة العصبية. يُفترض أن تكون العوامل المسببة للأورام -بما في ذلك خطأ النسخ- مُرتبطة بدرجة الاختلاف الظاهري بين الأفراد المصابين.

## الوراثة
هذه حالة وراثية سائدة، ذات معدلات وراثية عالية وسلاسل طويلة من الانتقال عبر الأجيال. كل الذين يرثون الجين لديهم في وقت ما من حياتهم دليل على نقص تصبغ اللَّمَع للشعر أو الجلد، وعلى الأرجح يكون كلاهما.
قد يرتبط اللَّمَع بجينات KIT أو SNAI2 [الإنجليزية].

## التاريخ
التقط المصورون الأوائل العديد من صور الأفارقة المصابون باللَّمَع يتم استخدامهم كشكل من أشكال التسلية، ويعتقد أن جورج كاتلين رسم عدة صور للأمريكيين الأصليين من قبيلة ماندان اللذين أصابهم اللَّمَع.
تاريخيًا، عانى الأشخاص المصابون باللَّمَع من سوء المعاملة من النوع الذي لا يزال يعاني منه المهق في الوقت الحاضر وخاصة في أفريقيا.
وقد تراوح هذا من عرض الأفارقة المصابون باللَّمَع عراة في عروض «الغريب» وأيضًا البطاقات البريدية من أوائل القرن العشرين إلى إجبارهم (كما في حالة المصابين بالمُهاق) على العمل لساعات طويلة معرضة للشمس (مما ينتج عنه معدلات عالية من سرطان الجلد المميت) وأيضًا استخدام البشر المصابين باللَّمَع -بما في ذلك الأطفال- في تجارب طبية خطرة. تعمل المنظمة الوطنية للمهق ونقص التصبغ بالإضافة إلى منظمات مثل آندر ذا سيم سن [الإنجليزية] (بالعربية «تحت نفس الشمس») على تعزيز الوعي بجميع أشكال الاختلافات الجلدية وآثارها الطبية، وتسليط الضوء على قضايا حقوق الإنسان، وخاصة محنة المهق المعرضة للاضطهاد الشديد في أجزاء من أفريقيا.

## التسمية
يُسمى (بالإنجليزية: Piebaldism)‏، وهي كلمةٌ مكونةٌ من مقطعين، الأول هو "Pie" وتعني مُتعدد الألوان، والثانية "bald" وهي مرتبطةٌ بجذر كلمة "skin.[بحاجة لمصدر]
أما بالعربية فيُسمى اللَمَع، ويُعرفه المعجم الطبي الموحد أنهُ «مَرَضٌ جلديٌّ خلقي يتسم بفقدٍ محصور للخلايا الميلانية». ويُقال للمُصاب بهذا المرض أَلْمَع.